# Kaserne Gürzenich-Wald
Die ehemalige Kaserne Gürzenich-Wald liegt beim Dürener Stadtteil Gürzenich in Nordrhein-Westfalen.

## Nutzer

### Britische Armee (1953–1964)
Die Kaserne wurde 1953 für die Britische Rheinarmee errichtet. Sie umfasst eine Gesamtfläche von 150 Hektar und wurde abseits der Ortschaft mitten in einem Waldstück errichtet. Die Infrastruktur des Geländes beinhaltete ein eigenes Gleisnetz mit Anschluss zur Schnellfahrstrecke Köln–Aachen(s. Bahnstrecke).

### Bundeswehr (1965–2009)

#### Unteroffiziersschule (1964–1971)
Zum 1. Februar 1964 wurde gemäß Luftwaffenaufstellungsbefehl Nr. 246 vom 25. Mai dort die Unteroffiziersschule der Luftwaffe (UffzSLw) errichtet. Die offizielle Indienststellung geschah am 1. Oktober 1964 durch den Inspekteur der Luftwaffe, Generalleutnant Werner Panitzki. Verteidigungsminister Kai-Uwe von Hassel verlieh der Schule ein Ärmelband. Keine andere Schule bekam ein Ärmelband.
Zwei weitere Schulen dieser Art gab es in Sonthofen und Aachen (Heer).
1965 übernahm die Bundeswehr diese Liegenschaft von den Briten und nutzte sie fortan als Luftwaffen-Munitionsdepot und im Verwaltungsbereich für die Unteroffiziersschule der Luftwaffe. Nach der Verlegung der Unteroffiziersschule war neben dem Munitionsdepot für den Fliegerhorst Nörvenich auch noch bis zu seiner Auflösung das Verteidigungskreiskommando (VKK) in der Kaserne untergebracht.
1970 wurde ein Unterstellungswechsel vom Luftwaffenamt zum neu gebildeten Luftwaffenausbildungskommando wirksam. Mit Befehl für die Verlegung vom 30. April 1971 verlegte die Unteroffizierschule der Luftwaffe zum 1. Juli von Gürzenich-Wald nach Iserlohn zur Truppenschule der Luftwaffe (TrSLw).

#### Munitionslager
Von 1988 bis 2001 lagerte dort auch die am gesamten Standort Düren vorgehaltene Munition in der Standortmunitionsniederlage 313/2 (StOMunNdlg 313/2). Von 2004 bis zur Auflösung am 31. Dezember 2009 war dort ebenso das Munitionslager (MunLgr) Gürzenich.
65 Munitionslagerhäuser auf dem Gelände hatten eine Lagerkapazität von rund 6000 Quadratmetern. Darüber hinaus existierten gut sanierte Schulungsräume. Ein Munitionslagerhaus war als beheizbares Arbeitshaus nutzbar, drei weitere als Bereitstellungshäuser für Transporte im Eingangsbereich. Im Rahmen der „Transformation“ der Bundeswehr wurde das Luftwaffenmunitionsdepot zum Munitionslager herabgestuft und Ende 2009 ganz aufgelöst; die Gleisanlagen blieben ungenutzt vorhanden.

#### Bahnstrecke
Die vom Dürener Hauptbahnhof nach Südwesten abzweigende Strecke verläuft zunächst über offene Feldflächen um dann in einem Bogen südwärts, die Schevenhüttener Straße (L 25) kreuzend (BÜ), an die Nordwestecke des Kasernengeländes anzuschließen. Kurz danach befand sich, schon innerhalb des Geländes, ein dreigleisiger Rangierbahnhof. Dieser verjüngte sich südwärts auf ein Gleis um kurz danach nach dem sich anschließenden Weichenbereich auf das Gelände aufzuteilen. Südlich verliefen drei ca. 700 m lange Ladegleise zu den Munitionslagern ab, die in einem Sicherheitsabstand von ca. 800 m zu den östlich gelegenen Kasernengebäuden lagen. Ostwärts zweigte die Strecke nach dem Weichenbereich in Richtung Hauptgebäude ab und endete dort in einem dreigleisigen Abstellbahnhof mit Lagergebäuden und Betriebswerkstatt. 200 m vorher zweigte, in südöstlicher Richtung, noch ein Abstellgleis ab. Nach der Kurve befand sich ein 300 m langes Umfahrungsgleis. Das Abstellgleis endete an der südlichen Kasernengrenze. Der Gleisabzweig wurde östlich des Dürener Hauptbahnhofes südlich der B 264 getrennt und im Zuge des Brückenneubaus (2020–2024) über die Schnellfahrstrecke Köln–Aachen an der Valencienner Straße, um den für den zur Baustelleneinrichtung benötigten Raum zu schaffen, noch weiter zurückgezogen und ist nicht mehr mit dem Bahnnetz der DB verbunden. Dies ist die einzige Gleisentfernung, alle anderen Gleisanlagen sind, mit Stand von August 2024, noch erhalten, wenn auch überwuchert.
Bis zur Auflösung des Lagers wurde es zum An- und Abtransport von Munition und anderem Gerät benutzt und von einer bundeswehreigenen Werksdiesellokomotive der Marke Deutz befahren.

#### Wohnbereiche
Die Wohnsiedlung „Im Eichenbruch“ besteht aus 40 bundeseigenen Häusern, die von Militärangehörigen aus den Nachbarstandorten Aachen, Eschweiler, Nörvenich, Kerpen, Mechernich und Jülich heute noch bewohnt werden. Auf dem bisherigen Militärgelände ist in einem Teilbereich die Tennisgemeinschaft Gürzenich-Wald e. V. beheimatet.

## Nachnutzung
Im September 2015 wurden die Wohnblöcke von der BIma als Eigentümerin angemietet und als Zentrale Unterbringungseinrichtung (ZUE Düren II) von der Bezirksregierung Köln für etwa 800 Flüchtlinge hergerichtet. Die Belegung erfolgte ab dem 21. September 2015. Mit 100 Mitarbeitenden und zusätzlichen ehrenamtlichen Helfern betreut die internationale Dienstleistungsgesellschaft ORS Service bis März 2024 die Menschen vor Ort – etwa in der Sanitätsstation, Kinderbetreuung und Sozialbetreuung. Im April 2024 wurde eine Belegungsaufstockung um 500 Personen auf max. 1.300 Personen beschlossen.

## Verkehrsanbindung
Die AVV-Buslinie 213 des Rurtalbus sorgt für Verbindungen mit Gürzenich und Düren. Bis zum 31. Dezember 2019 wurde diese Linie von der Dürener Kreisbahn bedient.
| Linie | Verlauf                                                                 |
| ----- | ----------------------------------------------------------------------- |
| 213   | Düren Kaiserplatz – Gürzenich – Birgel / Derichsweiler / Gürzenich Wald |

## Sonstiges
Ein am 7. März 1977 entstandener Waldbrand am Munitionsdepot konnte durch die örtliche Löschgruppe Gürzenich gelöscht werden.